# Hawker Pacific Aerospace
A Hawker Pacific Aerospace (HPA) é uma companhia aeronáutica que realiza serviços de reparação e manutenção para grandes aeronaves civis. Estas incluem todos os modelos de aeronaves activos da Boeing, Airbus, Bombardier e Embraer, incluindo os helicópteros. A Lufthansa Technik, uma subsidiária da Lufthansa, comprou a Hawker Pacific em 2002. Depois da entrada na Lufthansa, a Hawker Pacific passou a ter um serviço à volta do mundo de manutenção de trens de aterragem.
O quartel-general desta companhia aeronáutica situa-se em Sun Valley, em Los Angeles, Califórnia, perto do Aeroporto Internacional Bob Hope Burbank.